# Thallarcha catasticta
Thallarcha catasticta là một loài bướm đêm thuộc phân họ Arctiinae, họ Erebidae.